# Morgan Luttrell
Morgan Joe Luttrell (Houston, 7 novembre 1975) è un politico statunitense, membro della Camera dei Rappresentanti per lo stato del Texas dal 2023.

## Biografia
Nato a Houston, fratello gemello dell'eroe di guerra Marcus Luttrell, Morgan studiò psicologia e si laureò in neuroscienze cognitive presso l'Università del Texas a Dallas. Ricevette inoltre un certificato esecutivo in sviluppo professionale della leadership dall'Harvard Business School. Nel 2000 si arruolò nei Navy SEAL e nel 2007 entrò a far parte delle forze speciali. Fu congedato per motivi sanitari nel 2014, a seguito di un trauma cranico e di una lesione spinale subite dopo uno schianto in elicottero avvenuto nel 2009.
In seguito all'attività militare fondò la compagnia energetica Trexxler Energy Solutions e la Stronos Industries, società produttrice di cartelli elettorali biodegradabili e riciclabili. Lavorò inoltre come docente universitario. Tra il 2017 e il 2019 fu consigliere anziano di Rick Perry presso il Dipartimento dell'energia degli Stati Uniti d'America sotto l'amministrazione Trump.
Politicamente attivo con il Partito Repubblicano, nel 2022 si candidò alle elezioni di mid-term per un seggio della Camera dei Rappresentanti per il quale il deputato in carica Kevin Brady non intendeva ricandidarsi dopo ventisei anni. Luttrell fu subito uno dei favoriti nelle primarie repubblicane insieme a Christian Collins, che si propose come il candidato più in linea con le posizioni di Trump. L'ex presidente, tuttavia, non appoggiò pubblicamente nessuno dei due candidati. Al termine delle primarie, Luttrell prevalse con oltre il 52% delle preferenze e divenne il candidato ufficiale del partito, per poi sconfiggere l'avversaria democratica Laura Jones nelle elezioni generali, divenendo così deputato.
Insieme a Joaquín Castro e Troy Nehls, Morgan Luttrell è uno dei tre deputati gemelli facenti parte della delegazione dello stato del Texas nel 118º Congresso.